# Acento (fonología)

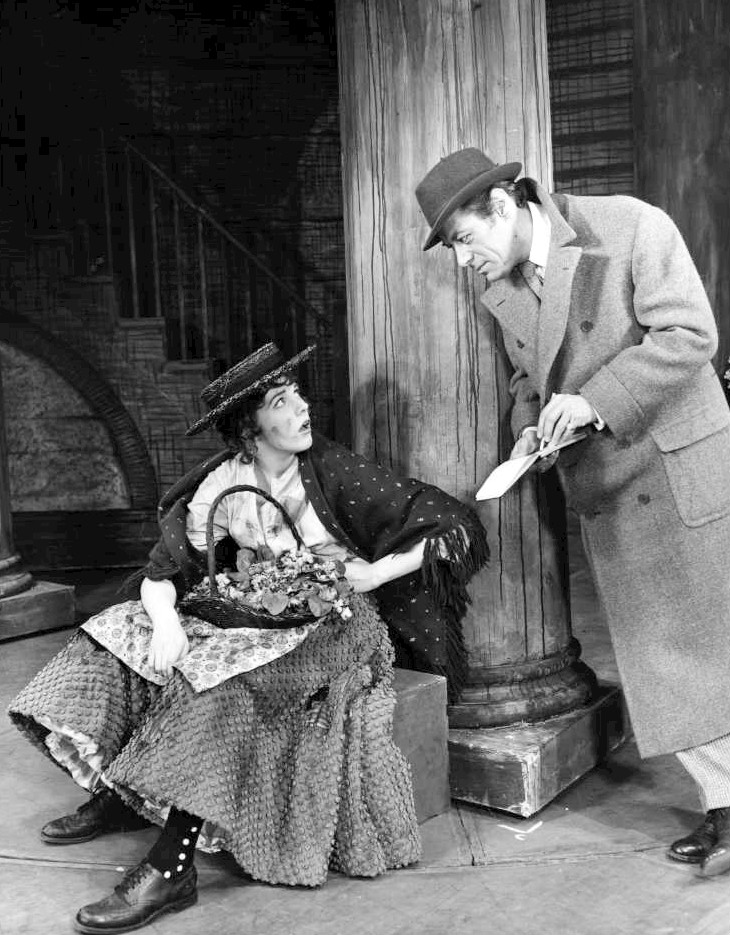
Julie Andrews y Rex Harrison en My Fair Lady

Dentro del entorno de la fonología, el acento (también dejo, deje, tonillo, cantadito, o cantito) hace referencia a las características típicas del habla que hay subyacentes a cada lengua o cada dialecto / geolecto y la consiguiente transferencia, mayoritariamente inconsciente, de los hábitos de pronunciación del dialecto o del geolecto a la lengua que se desea hablar sin acento o la transferencia de los hábitos de pronunciación lengua materna o la lengua de uso principal a una lengua extranjera aprendida posteriormente.
Es objeto de investigación, la medida en que los rasgos suprasegmentales (prosódicos) o los rasgos segmentarios son más importantes en la percepción de una lengua determinada, con algunos estudios recientes que dan mayor peso a los rasgos suprasegmentales.
Las desviaciones se relacionan con la fonética, la entonación, los patrones de acento y el ritmo de la frase.

## Acento nativo
La mayoría de personas que sólo aprenden la lengua materna o lengua extranjera cuando son jóvenes o adultos las hablan con su acento individual.
Por ejemplo, un hablante nativo alemán suele reconocer a un hablante dialectal, un francés de habla alemana o un italiano por su acento. Se habla de "alto alemán con acento bávaro", "alemán con acento francés", "alemán con acento italiano", "inglés con acento alemán", etc. Son sobre todo los rasgos prosódicos de la pronunciación individual los que configuran la impresión de un acento y menos la incapacidad derivada de la carencia de uso de los músculos en cuestión para reconocer los sonidos que faltan en la lengua materna de un hablante (p.B. las diéresis "ö" y "ü", vocales nasales o el inglés "th") para producir en voz alta (dislalia).
Un estudio de 1981 llegó a la conclusión de que una segunda lengua (L2) se aprende normalmente sin acento antes de los seis años, pero con un acento que se transfiere de la primera lengua después de los seis años. Esto suele ser leve cuando la L2 se aprende entre los seis años y los menores de catorce años y se pronuncia cuando se aprende por primera vez a los catorce o más años.
Las personas que, debido a condiciones especiales de vida, utilizan una lengua extranjera mucho más que su lengua materna a menudo también desarrollan un acento en su lengua materna. Esto ocurre a menudo con niños migrantes, pero también con adultos que han vivido en el extranjero durante décadas con una pareja extranjera con la que se comunican en la lengua local. En este caso, los hábitos de pronunciación de la lengua extranjera se transfieren sin querer a la lengua materna. El "síndrome del acento de la lengua extranjera" se produce relativamente raramente, en el que una enfermedad, una operación o Ä. cambia la forma de hablar de los locales para que los confundan con extranjeros.
A veces, los términos dialecto y acento se confunden entre sí. Así que escuche afirmaciones como "Habla con un dialecto bávaro", aunque realmente debería ser "con acento bávaro".

## Clases de acento y lengua
En algunos países hay academias especializadas en las que se imparten lecciones de dicción que prestan atención sistemática a corregir el acento de la lengua materna o de una región donde se ha vivido tiempo suficiente, como para tomar el acento, algunas incluyen métodos audiolingües como el Método Pimsleur.

## Acento y socialización
Hay estudios que han demostrado que los niños pequeños tienen una preferencia social por las personas que hablan su lengua sin acento extranjero. En un estudio sociológico, el acento pesaba más que la apariencia física: los niños dieron preferencia a los niños de diferente color de piel que hablaban sin acento como posibles compañeros de juego sobre los niños del mismo origen étnico que hablaban con un acento extranjero.
Con la excepción de los espectáculos de entretenimiento, comedias y sátiras, los presentadores y moderadores de las emisoras de radio y televisión alemanas por regla general deben tener un dominio perfecto de la lengua sin acentos regionales o extranjeros. Esto se aplica especialmente a los medios informativos, que pretenden transmitir seriedad y credibilidad. El artículo 3 de la Ley alemana prohíbe la discriminación, ya sea por razón de ascendencia, patria u origen o lengua. Según la Opinión de la Agencia Federal Antidiscriminación (ADS), los requisitos para las competencias en lengua alemana sin acento pueden constituir, en principio, una discriminación indirecta por razón del origen étnico. Sin embargo, si las competencias lingüísticas sin acento son un "requisito esencial y decisivo para la ejecución de un trabajo específico", el empresario tiene derecho a exigir conocimientos de alemán sin acento.